# Транзієнт (хімія)
Транзієнт (англ. transient) — короткоживучий інтермедіат, що бере участь у реакції, яка відбувається за складеним механізмом.
Термін відносний. Може бути точним лише відносно шкали часу, що задана умовами експерименту чи можливостями апаратури.
Інколи такі частинки називають метастабільними, чого IUPAC рекомендує уникати, бо це є перенесенням термодинамічного терміна на кінетичні властивості, хоча більшість транзієнтів порівняно з реактантами чи продуктами також є термодинамічно нестійкими.